# Ізюмський гусарський полк
Ізюмський 11-й гусарський полк (рос. дореф. Изюмскій 11-й гусарскій полкъ) — кавалерійський полк Російської імператорської армії. Старшинство — 27 червня 1651 року.
За часів свого існування був гусарським (1765—1783, 1796—1871, 1907—1918), кіннотним (1783—1784), легкокіннотним (1783—1796) та драгунським (1871—1907).

## Передумови появи полка

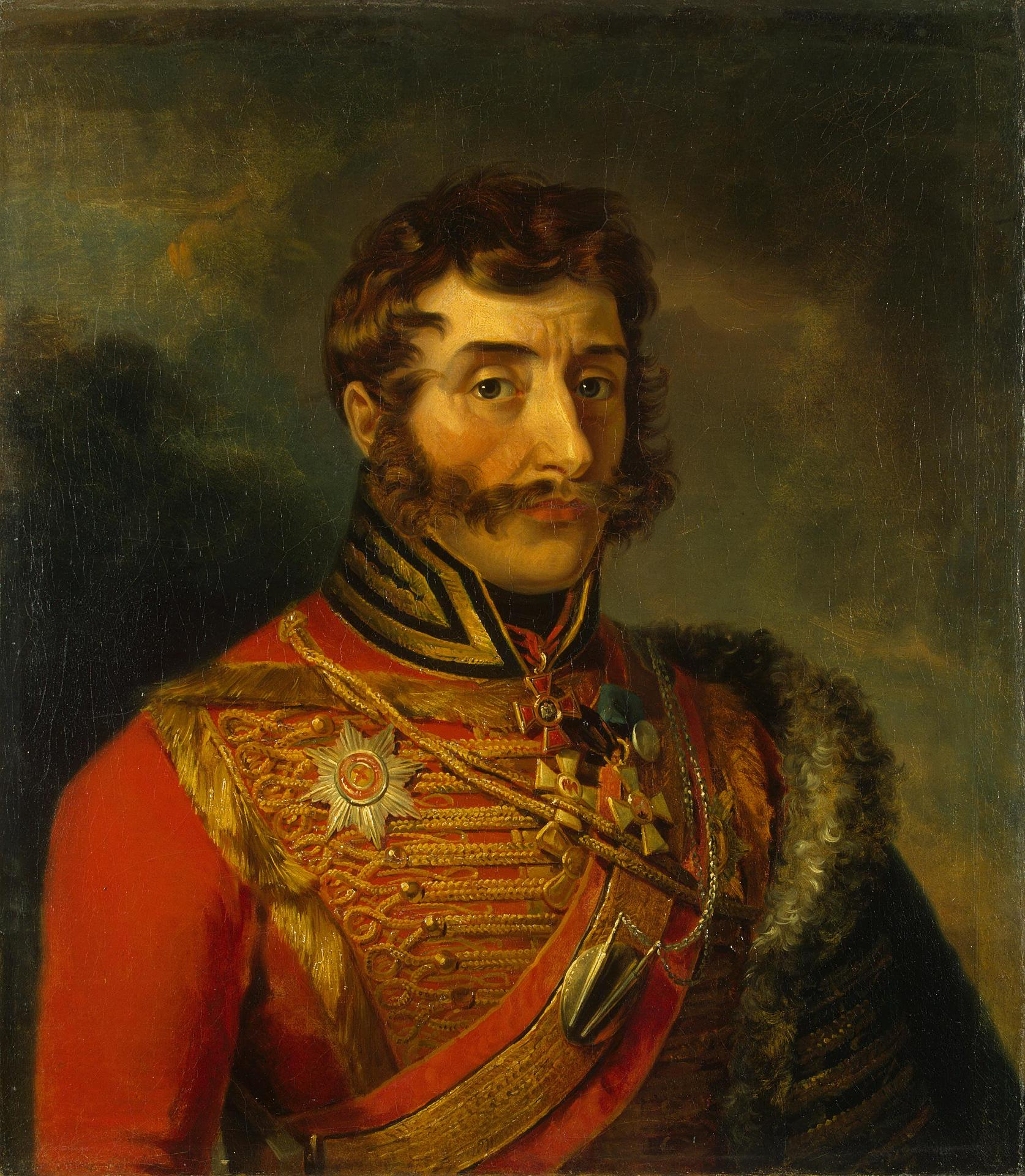
Дорохов Іван Семенович генерал-лейтенант імперської армії, шеф Ізюмського гусарського полка

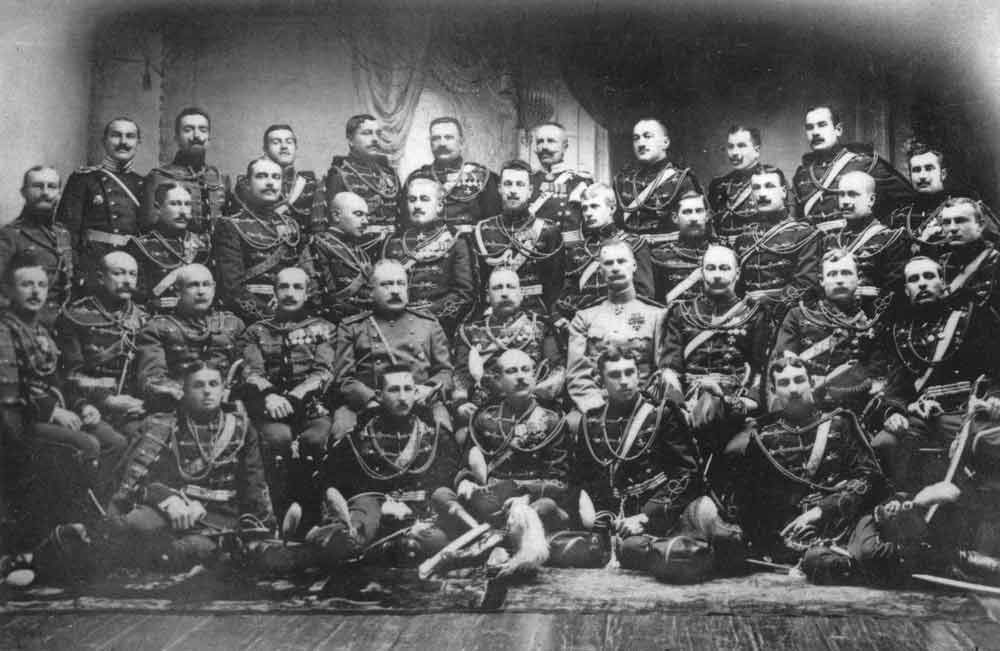
Офіцери 11-го гусарського Ізюмського полка. Червень 1910 р. Світлину зроблено з нагоди зміни полкових командирів: генерал-майор Вельяшев (в сюртуці, сидить у центрі) передає посаду полковнику Фон Мірбаху (праворуч від нього)

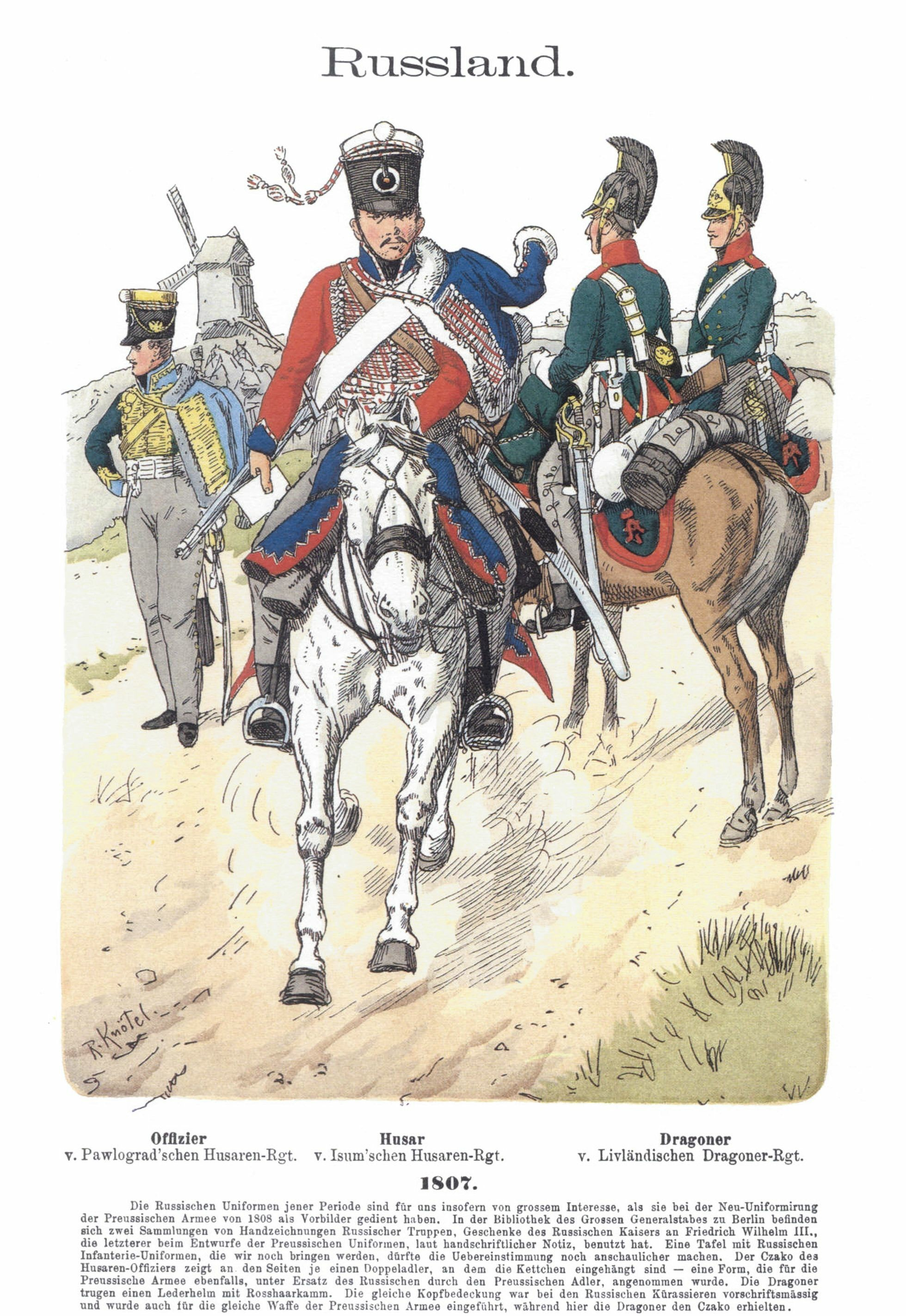
Офіцер Павлоградського та гусар Ізюмського гусарських полків, а також драгуни (1807)

1765 рік, став для Слобідської України роком суттєвих змін. Автономію п'яти Слобідських козацьких полків, було скасовано маніфестом російської імператриці Катерини ІІ від 28 липня 1765 року «Про заснування в слобідських полках пристойного цивільного устрою і про перебування канцелярії губернської і провінційної», згідно з яким було засновано  Слобідсько-Українську губернію з п'ятьма провінціями на місці скасованих полків і адміністративним губернським центром у Харкові.
Згідно того ж маніфесту приймається рішення про формування з особового складу скасованих козацьких полків нових гусарських полків російської імперської армії.
Представники козацької старшини які вирішили продовжувати службу вже в гусарських полках отримували імперські військові чини, рядові ж козаки були вимушені продовжувати службу вже як гусари в незалежності від свого бажання.
За старшинство новоутворені гусарські полки отримали 1651 рік, цим як би встановлювалося їх спадкоємство до попередніх слобідських козацьких полків.
Одним з цих полків став Ізюмський гусарський полк, утворений на основі козаків Ізюмського слобідського козацького полка.

## Історія формування
03.03.1765 — Ізюмський гусарський полк сформований у місті Ізюм на основі Ізюмського слобідського козацького полка. Полк складався з шести ескадронів, кількістю 1034 особи відповідно до штатного розкладу.
28.06.1783 року полк перейменовано на Ізюмський полк української кінноти.
26.02.1784 року полк перейменовано на Ізюмський легкокінний полк.
25.01.1788 року в полку заснована команда кінних єгерів у 65 осіб.
29.11.1796 року полку повернули первісну назву «Ізюмський гусарський полк». Штатна чисельність полку 1620 осіб. Полк складався з десяти ескадронів.
03.12.1796 року Ізюмський гусарський полк включений до складу Ліфляндській дивізії.
На підставі Указу «Про іменуванні гусарських полків по званнях їх шефів» (1796), за царювання імператора Павла I полк називався по прізвищах його шефів.
25.12.1796 року полк носив назву гусарський Зорича полк.
15.09.1797 року полк носив назву гусарський Анненкова полк (наказ від 15.09.1797).
05.01.1798, штатна чисельність полку 1643 особи, полк складається з 2-х батальйонів по 5 ескадронів в кожному.
10.08.1798 року полк носив назву гусарський Трєгубова полк.
02.11.1798 року полк носив назву гусарський Ключаревського полк.
28.03.1799 року полк носив назву гусарський Бобиря полк.
14.09.1800 року полк носив назву гусарський графа Палена 2-го полк.
31.03.1801 року полку знову повернули назву «Ізюмський гусарський полк».
21.07.1801 року Ізюмський гусарський полк включено до Київської інспекції.
16.05.1803 року 2 ескадрони Ізюмського гусарського полку передані на формування Одеського гусарського полку, замість них сформовані 2 нових ескадрони.
21.12.1803 року у складі полка сформований запасний ескадрон (кількістю у 150 осіб).
04.05.1806 року Ізюмський гусарський полк включений до складу 2-ї дивізії.
13.06.1806 року 2 ескадрони полку передані на формування Гродненського гусарського полку, замість них сформовані 2 нових ескадрони.
28.10.1810 року Ізюмський гусарський полк включений до складу 6-ї бригади 2-ї кавалерійської дивізії з зарахуванням до 2-ї піхотної дивізії 2-го корпусу.
08.11.1810 року розформований запасний ескадрон.
У 1811 році Ізюмський гусарський полк включений до складу 8-ї бригади 2-ї кавалерійської дивізії.
У 1812 році полк передано до 1-ї запасної армії 4-го піхотного корпусу.
27.12.1812 року полк складається з 6-ти діючих 1-го запасного ескадронів.
У 1813 році полк включений до складу 2-ї бригади 1-ї гусарської дивізії.
29.08.1814 року полк включений до складу 1-ї бригади 3-ї гусарської дивізії, що входила до 4-й піхотного корпуса.
28.10.1815 року полк в складі 1-ї бригади 3-ї гусарської дивізії, що входила в 4-го піхотного корпусу, включений до складу 1-ї армії.
14.02.1818 року полк у зв'язку зі зміною номерів дивізій знаходиться складі 1-ї бригади 2-ї гусарської дивізії.
04.02.1826 року Ізюмський гусарський полк змінив назву на гусарський ерцгерцога австрійського Фердинанда полк.
22.09.1829 року полк у складі 1-ї бригади 2-ї гусарської дивізії, що входила до 2-го корпусу 1-ї армії.
18.10.1829 року полк складається з 6-ти діючих ескадронів і пішого резерву.
21.03.1833 року внаслідок реформи кавалерії, гусарський ерцгерцога австрійського Фердинанда полк включений до складу 1-ї бригади 5-ї легкої кавалерійської дивізії, що входила у воєнний час до 4-го піхотного корпусу, в мирний час до Зведеного Кавалерійського корпусу. Після включення до складу полку 2-х ескадронів розформовувати кінно-єгерського полку Його Величності Короля Вюртемберзького (колишній Ліфляндський полк), згідно штату полк складається з 8-ми діючих ескадронів, 1-го резервного ескадрону та 1-й нестройової роти.
16.08.1833 року полк, включений до складу 2-ї бригади своєї дивізії.
23.12.1841 року скасовано резервний ескадрон.
07.11.1850 року полк знову став називатися Ізюмський гусарський полк (у зв'язку зі смертю 05.11.1850 року почесного шефа полку ерцгерцога Фердинанда Австрійського-Есте).
25.05.1851 року полк знову перейменовано, на гусарський Його Королівської Високості Принца Фрідріха Вільгельма Прусського полк.
19.05.1857 року полк отримав назву Ізюмський гусарський Його Королівської Високості Принца Фрідріха Вільгельма Прусського полк.
23.12.1860 року полк отримав назву Ізюмський гусарський Його Королівської Високості Спадкоємного Принца Фрідріха Вільгельма Прусського полк.
25.03.1864 року полк отримав назву 11-й Ізюмський гусарський Його Королівської Високості Спадкоємного Принца Фрідріха Вільгельма Прусського полк. Полк входить до складу 6-ї кавалерійської дивізії.
17.02.1871 року полк отримав назву 11-й драгунський Ізюмський Його Королівської Високості Спадкоємного Принца Фрідріха Вільгельма Прусського полк.
18.08.1882 року полк отримав назву 33-й драгунський Ізюмський Його Королівської Високості Спадкоємного Принца Фрідріха Вільгельма Прусського полк.
27.02.1888 року полк отримав назву 33-й драгунський Ізюмський Величності Імператора Німецького Короля Прусського Фрідріха III полк. (Почесний шеф Фрідріх став королем Пруссії і імператором Німецької імперії).
06.06.1888 року полк отримав назву 33-й драгунський Ізюмський полк, так як почесний шеф полка Фрідріх після 3-х місячного правління помер.
08.07.1888 року полк отримав назву 33-й драгунський Ізюмський Його Королівської Високості Принца Генріха Прусського полк.
06.12.1907 року полк отримав назву 11-й гусарський Ізюмський Його Королівської Високості Принца Генріха Прусського полк.
26.08.1912 року полк отримав назву 11-й гусарський Ізюмський генерала Дорохова. У столітній ювілей Франко-російської війни 1812 року, Ізюмському полку було присвоєно ім'я генерала Дорохова, колишнього шефа полку.

## Бойовий шлях полка
- Російсько-турецька війна (1787—1792)
- Російсько-польська війна (1792)
- Повстання Костюшка (1794)
- Ганноверський похід 1805. З вересня по грудень 1805 року, полк у складі корпусу графа Остермана-Толстого брав участь в поході до Ганноверу, але у бойових діях корпус не брав участі.
- Війна четвертої коаліції (1806—1807)
  - Битва при Пултускі (26.12.1806)
  - Битва при Прейсіш-Ейлау (26.12.1806)
- Франко-російська війна (1812)
  - Бій при Молевому-Болоті (26.07.1812). Полк разом з Сумським і Маріупольським полками змінили хід бою, і змусили супротивника бігти, переслідуючи більше 10 верст
  - Битва під Смоленськом (16.08.1812). Полк в складі ар'єргарду генерал-ад'ютанта барона Корфа
  - Бій у Колоцкого монастиря (*24.08.1812). Знищено три ескадрони 11-го голландського гусарського полку
  - Бородінська битва (26.08.1812). Полк в складі 2-го кавалерійського корпусу генерал-ад'ютанта барона Корфа
  - Битва під Красним (03.11.1812)
- Війна шостої коаліції (1813—1814)
- Придушення угорського повстання (1849)
- Кримська війна (1853—1856). Активної участі у війні не брав. В кінці 1853 року перебував у складі Браїлівського загону на нижньому Дунаї.
- Російсько-турецька війна (1877—1878)

## Відзнаки

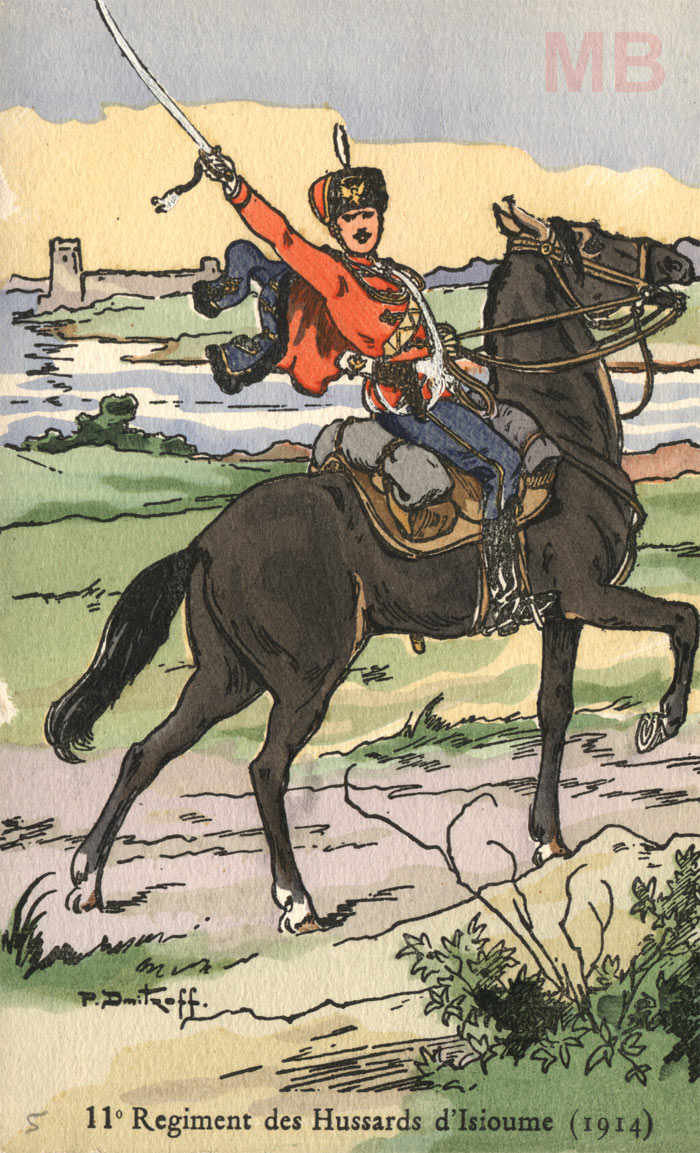
Парадна форма, 1914. 11-й Гусарський Ізюмський полк

- Георгіївський полковий штандарт, з написом: «За відзнаку при ураженні і вигнанні ворога з теренів Росії 1812 р.» і «1651-1851», з Олександрівською ювілейною стрічкою (Грамота від 27.06.1851 та Указ від 25.06.1838)
  - Срібні труби надані полку 13.04.1813 року. В зв'язку з тим, що полк вже мав срібні труби за компанію 1806—1807 років, 12.09.1814 року полку надано Георгіївські штандарти з написами «За відзнаку при ураженні і вигнанні ворога з теренів Росії 1812 р.». Надано п'ять зелених штандартів, імовірно ще старого Георгіївського зразка 1807 року
- Георгіївські труби (17) з написом: «Ізюмському полку, за надану хоробрість 1807 року проти французів» (Грамота від 16.02.1808)
- Знаки на капелюхи (ківери), з написом: «За відзнаку», подаровані за подвиги 1812—1814 років (Наказ № 25.734 від 19.11.1814)
- Петлиці за військові досягнення на мундири штаб- і обер-офіцерів, надані при перейменуванні полку в драгунський, замість гусарських шнурів гвардійського зразка, подарованих за відмінності в війну 1877-78 років

## Однострій

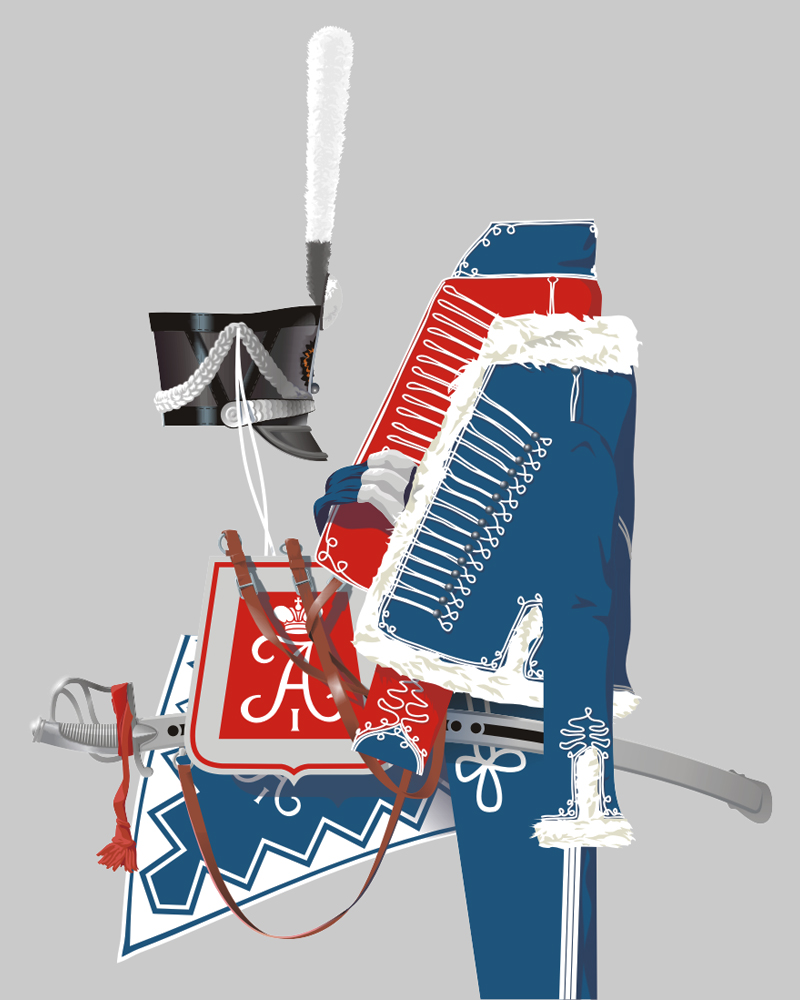
Однострій рядового Ізюмського гусарського полка зразку 1812 року: доломан, ментик, шарф, чакчири, ківер, вальтрап, ташка та шабля

### Перші затверджені мундири 1765 року
Ще за часів існування слобідських козацьких полків були введені полкові однострої які відрізнялися один від одного за кольором. Кунтуші для всіх полків були однакові, сині, але жупани та шаровари були полкових кольорів. Кольором ізюмських козаків був червоний.
При формуванні у 1765 році гусарських полків їм було надано кольори скасованих козацьких полків. У ізюмських гусарів мундири стали червоного кольору.

### Франко-російська війна 1812 року
При загальновживаному гусарському однострої, ізюмські гусари мали червоні доломани та ташки; ментики, чакчири, вальтрапи, коміри та обшлаги доломанів темно-сині; тасьми, шнури, викладки вальтрапів і ташок білі; пояси сині з білим. Металеві прибори жовті, шнури у офіцерів золоті, а у нижніх чинів білі. Крім того гусарським офіцерам дозволялося носити темно-зелені віцмундири і сюртуки піхотного зразка, з обшлагами і коміром кольору як і доломан (червоного). Вишивка на обшлагах і комірі також відповідала такій яка була на доломані. Відвороти гусарських віцмундирів були червоні у всіх полків, чакчири ж були темно-зелені без вишивки.

## Командири
- 1765—1768 — бригадир (з 18.05.1766 генерал-майор) Зорич Максим Федорович (1719—1775)
- 1768—1769 — підполковник Іван Кривцов
- 01.01.1770 — 1770 (71) — підполковник Яким Бедряга
- До 1771—1777 — полковник (з 22.09.1775 бригадир) Хорват Георгій Іванович
- 1777—178(?) — полковник (з 28.06.1782 бригадир) князь Ратієв Микола Юрійович (1728/31-після 1803)
- 1787—1794 — полковник Беннигсен Леонтій Леонтійович (1745—1826)
- 25.02.1798 — 21.07.1798 — полковник Трегубов, Микола Іванович
- 21.07.1798 — 19.10.1798 — полковник Зубов
- 16.11.1798 — 20.01.1800 — полковник Готовицькій Андрій Миколайович
- 21.03.1800 — 18.09.1800 — полковник Каховський Петро Дем'янович (1769—1831)
- 16.11.1800 — 09.02.1802 — полковник граф Мантейфель Ернест Васильович
- 09.02.1802 — 06.07.1803 — полковник Каховський Петро Дем'янович (1769—1831)
- 12.01.1804 — 24.05.1807 — полковник Потапов Лев Іванович 2-й (1773—1831)
- 13.01.1808 — 29.12.1810 — полковник граф Толстой Андрій Андрійович (17XX-1844)
- 23.06.1811 — 01.06.1815 — підполковник (з 31.10.1812 полковник) граф Долон Осип Францевич (1774—1821)
- 17.06.1815 — 1815 — полковник граф Тиман Олександр Іванович
- 1815 — 08.01.1819 — полковник Яковлєв 2-й
- 22.01.1819 — 22.01.1823 — полковник Унгернштернберг
- 22.01.1823 — 1829 — полковник Купфер Олександр Іванович (1785—1829)
- 05.08.1862 — 07.04.1863 — флігель-ад'ютант полковник принц Ольденбургский Микола Петрович (1840—1886)
- — до 1875 — полковник Скобельцин Петро Євграфович
- 27.07.1875 — 23.01.1883 — полковник Санников Сергій Іванович (1838—1920)
- 23.01.1883 — 10.05.1888 — полковник Квітницький Ераст Ксенофонтовіч
- 10.05.1888 — 189(?) — полковник Стародубцев Петро Іполитович
- 11.03.1893 — 31.05.1901 — полковник Генішта Микола Карлович
- 04.06.1901 — 01.12.1907 — полковник Вельяшев Леонід Миколайович (1856—1940)
- 11.12.1907 — 12.06.1910 — полковник Шимановський Петро Вікторович
- 12.06.1910 — 13.04.1915 — полковник (з 14.11.1914 генерал-майор) Мірбах Микола Миколайович (1868—1915)
- 08.05.1915 — 27.02.1917 — полковник фон Шведер, Едуард-Павло-Михайло Миколайович
- 31.03.1917 — 24.08.1917 — полковник князь Ерістов Андрій Самсонович
- 18.09.1917 — 11.1917 — полковник Баліх Сергій Михайлович
- 11.1917-? — ротмістр Подільський Олександр Іванович

## Шефи
- 25.12.1796-15.09.1797 — генерал-майор (з 20.01.1797 генерал-лейтенант) Зорич Семен Гаврилович (1743 / 1745—1799) (звільнений у відставку)
- 15.09.1797-10.08.1798 — генерал-майор Анненков Євграф Олександрович (1754—1798)
- 10.08.1798-02.11.1798 — генерал-майор Трєгубов Микола Іванович
- 02.11.1798-28.03.1799 — генерал-майор Ключаревскій Данило
- 28.03.1799-14.09.1800 — генерал-майор Бобир Степан Романович (1 754/55-1815)
- 14.09.1800-28.07.1803 — генерал-майор граф фон дер Пален Павло Петрович 2-й (1775—1834)
- 04.08.1803-01.09.1814 — генерал-майор (з 31.10.1812 генерал-лейтенант) Дорохов Іван Семенович (1762—1815)
- 04.02.1826-07.11.1850 — ерцгерцог Австрійський Фердинанд
- 25.05.1851-06.06.1888 — Імператор Німецький Король Прусський Фрідріх ІІІ (1831—1888)
- 08.07.1888-01.08.1914 — принц Генріх Прусський.